# Ойжанув (Лодзинське воєводство)
Ойжанув (пол. Ojrzanów) — село в Польщі, у гміні Уязд Томашовського повіту Лодзинського воєводства.
Населення — 291 особа (2011).
У 1975-1998 роках село належало до Пйотрковського воєводства.

## Демографія
Демографічна структура станом на 31 березня 2011 року:
|          | Загалом | Допрацездатний вік | Працездатний вік | Постпрацездатний вік |
| -------- | ------- | ------------------ | ---------------- | -------------------- |
| Чоловіки | 140     | 29                 | 94               | 17                   |
| Жінки    | 151     | 36                 | 75               | 40                   |
| Разом    | 291     | 65                 | 169              | 57                   |